# Bob Vostermans
B.C.M. (Bob) Vostermans (Tegelen, 4 november 1981) is een Nederlands politicus en bestuurder. Hij is lid van het CDA. Sinds 1 oktober 2024 is hij burgemeester van Peel en Maas.

## Opleiding en carrière
Vostermans studeerde commerciële economie aan de Fontys Hogescholen in Venlo en volgde een pre-master politicologie aan de Radboud Universiteit in Nijmegen. Na zijn opleiding werkte hij zeven jaar als senior consultant bij Personato Werving en Selectie in Venray.

## Politieke carrière
Van 2006 tot 1 januari 2010 was Vostermans gemeenteraadslid van Arcen en Velden en vanaf 1 januari 2010 tot 2013 was hij gemeenteraadslid en CDA-fractievoorzitter van Venlo. Voor de gemeenteraadsverkiezingen van 2014 en 2018 was hij namens het CDA lijsttrekker in Horst aan de Maas en vanaf mei 2014 was hij er wethouder en eerste locoburgemeester met in zijn portefeuille wonen, economie en ruimtelijke ordening.

## Burgemeester
Van 28 januari 2020 tot 16 september 2024 was Vostermans burgemeester van Beesel. Als burgemeester van Beesel had hij gemeente in gemeenschap en veiligheid in zijn portefeuille. Op 1 oktober 2024 werd hij burgemeester van Peel en Maas. Als burgemeester van Peel en Maas kreeg hij wettelijke taken, openbare orde & integrale veiligheid, handhaving, bestuur, communicatie & dienstverlening, personeel & organisatie, communicatie, kabinet & representatie, (EU) regionale samenwerking & internationale betrekkingen en burgerzaken in zijn portefeuille.

## Persoonlijk
Vostermans is getrouwd. Hij heeft drie dochters en een zoon.